# 魚津站
魚津站（日语：／ Uozu eki */?）是位於日本富山縣魚津市，由愛之風富山鐵道及日本貨物鐵道共同營運的鐵路車站，也是愛之風富山鐵道在魚津市的唯一車站，現時為快速列車停車站。過去曾是西日本旅客鐵道（JR西日本）北陸本線的車站。
本條目一併記述位於此站西側的富山地方鐵道本線新魚津站。

## 歷史
車站於1908年11月16日隨著當時官設鐵道「北陸線」自富山車站往東延伸至本站時一同啟用，直到1910年「北陸線」繼續往東延伸至泊車站前曾是「北陸線」的終點站。在1908年至1914年期間，為了運送鐵路工程的資材，曾短暫設立自魚津港至此的貨物支線。目前使用的鋼筋混泥土站房則是在1954年完成，並在1959年擴建加設跨線人行天橋。
1936年富山電氣鐵道（現已被整併為富山地方鐵道）於魚津的路段通車，也在國鐵車站的西側設站，最初站名同樣使用「魚津車站」。
國有鐵道的部分，在1987年配合國鐵分割民營化交由西日本旅客鐵道及日本貨物鐵道營運；在此期間的魚津車站，曾是特急列車的停車站，過半數的「白鷹」、全部的「北越」均在本站停靠，更有1來回的「雷鳥」以此為總站。
1995年連結車站東西側的行人地下道完成，同年富山地方鐵道配合新站房的完成，將其車站名稱更改為「新魚津車站」。
2015年北陸新幹線長野車站至金澤車站之間路段通車後，西日本旅客鐵道的站舍隨著北陸本線上位於富山縣內的路段，一同被移交給愛之風富山鐵道，也因此過去的特急列車均被取消，只保留每天3來回的快速列車。
另外日本貨物鐵道自2006年起在此採用線外貨運站運作，貨物列車不再停靠於本站，改為以每天來回各1班的貨櫃車將貨櫃先運送往富山貨物站後再裝上貨物列車上；然而在2019年時刻表調整後，也完全取消了在此的貨運班次了。

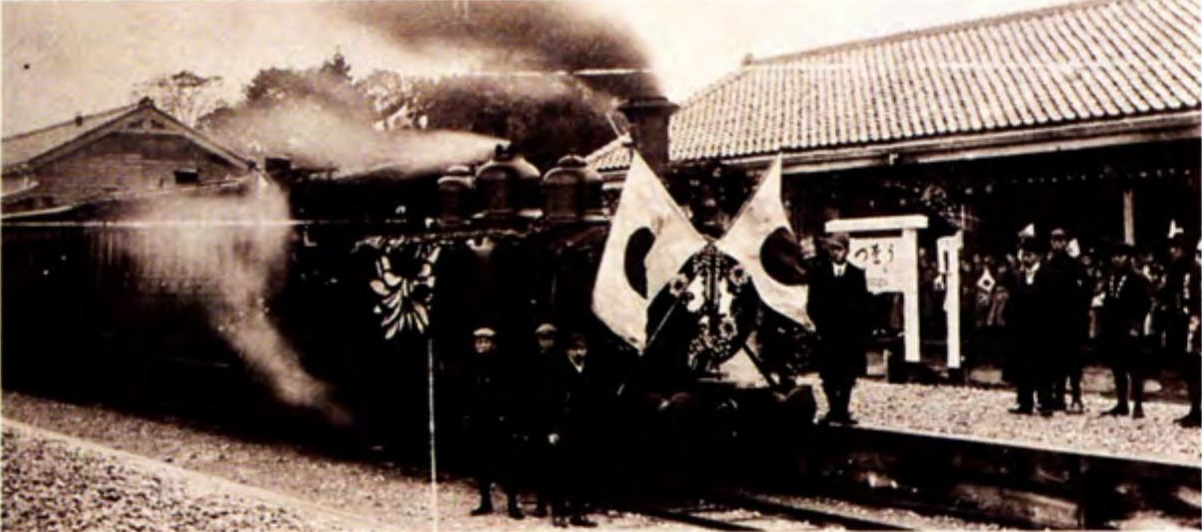
1908年剛開始營運時的魚津車站及月台
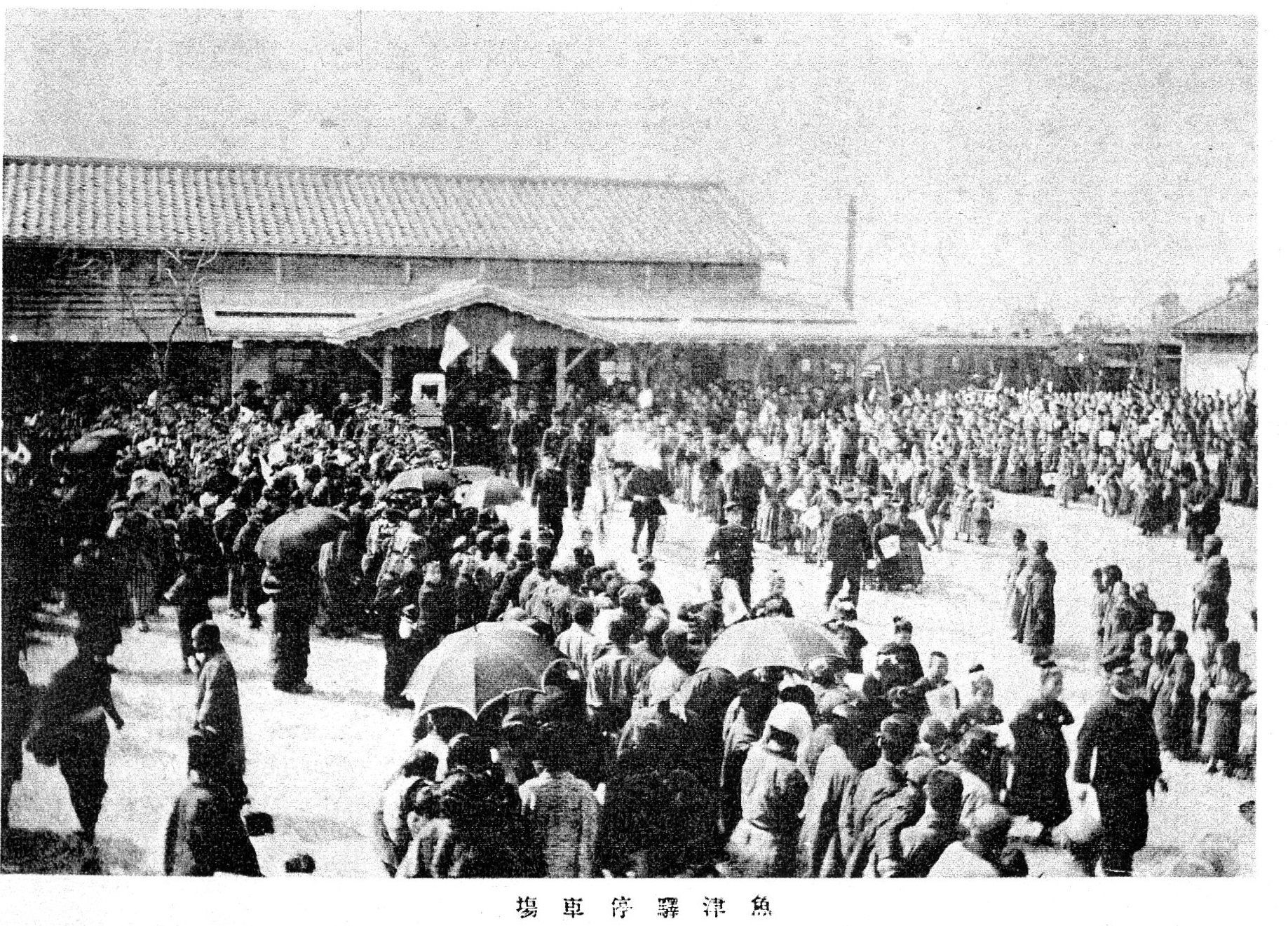
1910年的魚津車站外觀

## 愛之風富山鐵道 魚津車站

### 車站結構
為地面車站，設有1面1線的側式月台及1面2線的島式月台，合計為2面3線，側式月台為1號月台，近鄰站房，島式月台為2及3號月台，以跨線天橋與站房相接。
站房為單層鋼筋混凝土建築，正門與入閘口相對，左邊為站長室，設有售票窗口及自動售票機，右側為候車大堂；閘口採用開放式站口，並設有對應ICOCA的感應器及增值機。洗手間位於站外右側的獨立建築，而位於洗手間及正門中間為觀光案內所。
過去在JR西日本使用的時期，3號月台為下行方向待避列車停車月台及「雷鳥」的起訖月台，在愛之風富山鐵道接手後，除下午1班次外，其餘時間均只用作保線及備用月台。

### 月台配置
| 月台 | 路線              | 方向 | 目的地                 |
| ---- | ----------------- | ---- | ---------------------- |
| 1    | ■愛之風富山鐵道線 | 上行 | 往富山、高岡、金澤方向 |
| 2、3 | ■愛之風富山鐵道線 | 下行 | 往黑部、泊、糸魚川方向 |

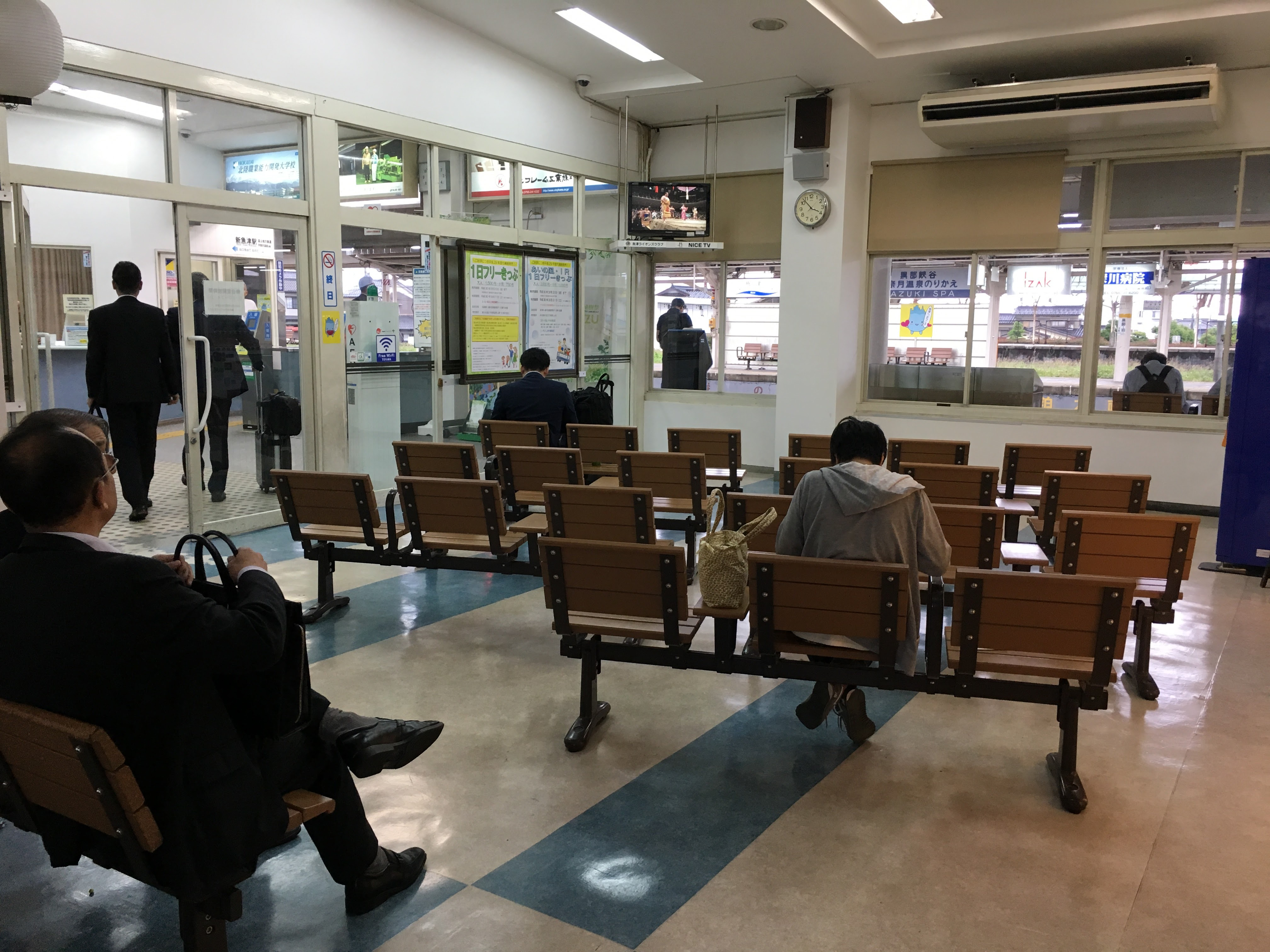
候車室
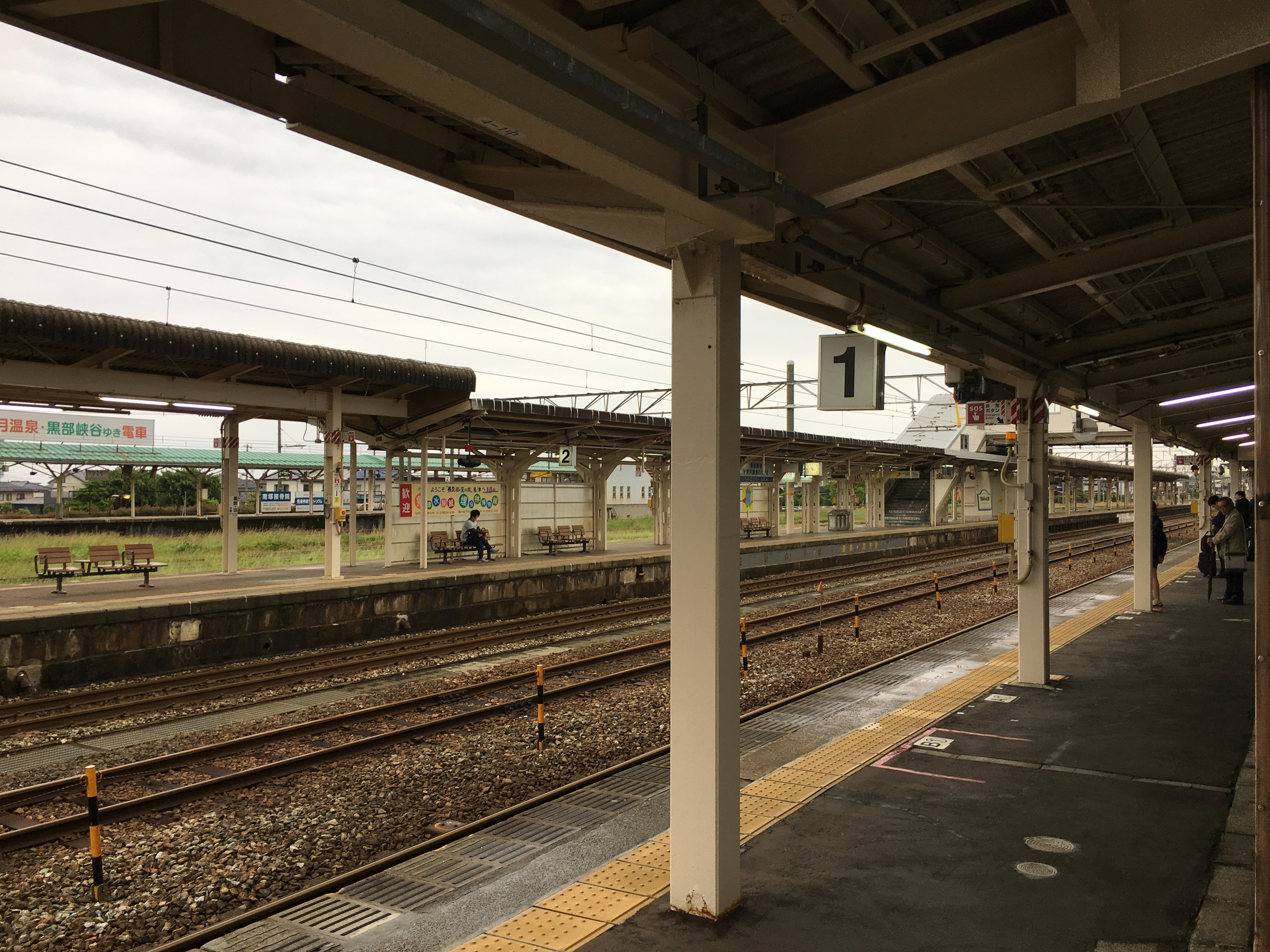
1號月台
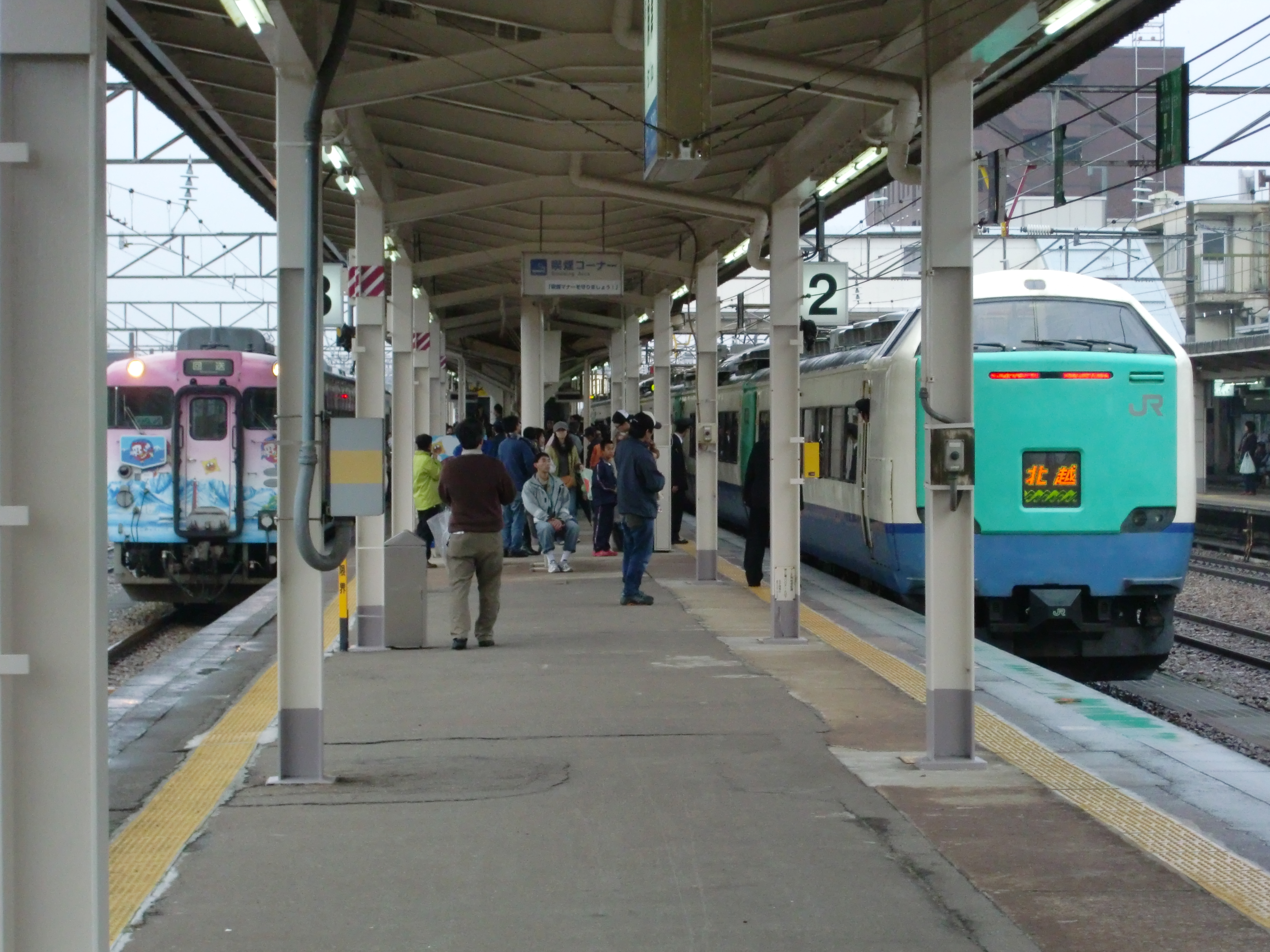
2號及3號月台

### 年表
- 1908年11月16日：官設鐵道北陸線由富山延伸至本站而開業，當時採用的假名串法為[5]。
- 1910年4月16日：北陸本線伸延至泊站，改為中途站。
- 1954年4月：第2代站舎啟用[6]。
- 1959年9月30日：站舎擴建，加設行人天橋，廢除原位於車站範圍內的「北鬼江踏切」[7]。
- 1984年2月1日：增設貨櫃專用月台。
- 1986年11月1日：停止手提行李提取服務。
- 1987年4月1日：國鐵分割民營化，成為西日本旅客鐵道（JR西日本）及日本貨物鐵道（JR貨物）車站。
- 1995年1月20日：連接車站前廣場與車站西側的富山地方鐵道新魚津站的地下行人隧道完成啟用[6]。
- 1996年3月16日：定期貨物列車取消。
- 1998年11月：車站前的拱廊完工及開始使用[8]。
- 2003年：行人天橋加裝升降機[8]。
- 2006年4月1日：JR貨物魚津站改為以線外貨運站（ORS）模式運作[1]。
- 2015年：

- 2月28日：站內原屬JR西日本屬下子公司的便利商店關閉。
- 3月14日：北陸新幹線開業，改交由愛之風富山鐵道接管。
- 3月26日：開始可使用ICOCA，加設增值機及在櫃位發售新卡。
- 5月3日：原便利商店舖位改由以售賣富山縣特産鱒壽司及經營食品加工的「源」入舖。

- 2022年3月12日：因應新富山口站開業，車站編號由「14」改為「15」。

### 使用人數
| 魚津站推算乘車人數 | 魚津站推算乘車人數 | 魚津站推算乘車人數 |
| 年度               | 1日平均使用人數    |                    |
| ------------------ | ------------------ | ------------------ |
| 2002年             | 2,695              |                    |
| 2003年             | 2,697              |                    |
| 2004年             | 2,645              |                    |
| 2005年             | 2,613              |                    |
| 2006年             | 2,598              |                    |
| 2007年             | 2,624              |                    |
| 2008年             | 2,645              |                    |
| 2009年             | 2,533              |                    |
| 2010年             | 2,498              |                    |
| 2011年             | 2,429              |                    |
| 2012年             | 2,484              |                    |
| 2013年             | 2,567              |                    |
| 2014年             | 2,311              |                    |
| 2015年             | 2,142              |                    |
| 2016年             | 2,098              |                    |
| 2017年             | 2,058              |                    |

## 富山地方鐵道 新魚津車站

### 車站結構
現時使用中的為第二代站舍，採用簡易式有人車站模式運作，站務設施大都設於月台下方的地下層。主要是透過連接愛之風富山鐵道車站的東西連絡地下道，透過設於通道中央的地鐵車站入口、並沿樓梯直上。首先會經過中層的洗手間層（洗手間於右側），再沿樓梯直上至頂，便到達十分狹小的候車區，並設有一部售票機，通過站務室窗口及開放式閘口後，再到達位於站舍南側的月台。

#### 月台
本站設有島式月台1座，共提供1面2線的配置，全月台均裝有上蓋，月台的南端連接有1座木製的2層高建築物，為過去的第一代站舍，現時已荒廢棄用。
| 月台編號 | 路線  | 方向 | 目的地                             | 備註 |
| -------- | ----- | ---- | ---------------------------------- | ---- |
| 1        | ■本線 | 下行 | 往電鐵黑部、新黑部、宇奈月溫泉方向 |      |
| 2        | ■本線 | 上行 | 上市、電鐵富山方向                 |      |

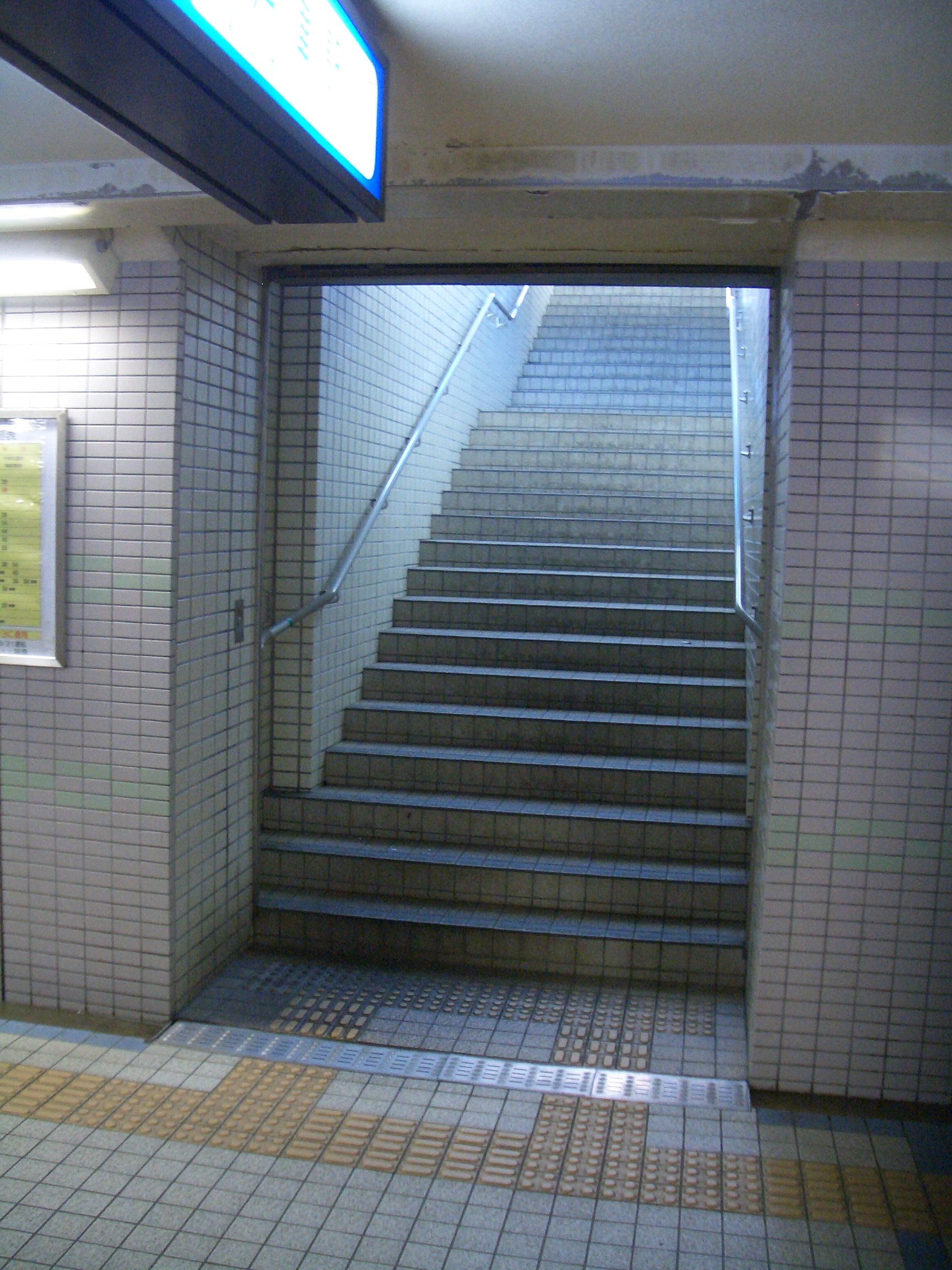
新魚津車站在人行地下道中的入口

### 年表
- 1936年：

- 8月21日：隨富山電氣鐵道由電鐵魚津站伸延至本站，開業，稱為「魚津站」。
- 10月1日：路線再伸延至西三日市站，改為中途站。。

- 1943年1月1日：因應富山縣內所有私營鐵道公司合併，改為富山電氣鐵道的車站[13]。
- 1995年1月20日：連接車站前廣場與車站西側的富山地方鐵道新魚津站的地下行人隧道完成啟用[6]。
- 1995年4月1日：富山地方鐵道新站舍啟用，並改稱「新魚津站」[6]。
- 2019年3月16日：增設車站編號[14]。

### 使用人數
「魚津市統計書 （页面存档备份，存于）」只顯示全年使用該站人數的總數（上車、下車分開計算），固下列平均人數是採用以下的方法計算：
- （上車總人數＋下車總人數）÷（該年日數）＝（平均使用人數，取整數、四捨五入）

| 2007 | 248 | 264 | 512 | 1,403 |
| 2008 | 249 | 265 | 514 | 1,404 |
| 2009 | 240 | 258 | 498 | 1,364 |
| 2010 | 238 | 254 | 492 | 1,348 |
| 2011 | 249 | 259 | 508 | 1,392 |
| 2012 | 251 | 262 | 513 | 1,402 |
| 2013 | 250 | 255 | 505 | 1,384 |
| 2014 | 272 | 256 | 528 | 1,447 |
| 2015 | 269 | 257 | 526 | 1,441 |
| 2016 | 264 | 259 | 523 | 1,429 |

## 相鄰車站
愛之風富山鐵道
■愛之風富山鐵道線
快速愛之風Liner
滑川 (13) －魚津 (15) －黑部 (16)
普通
東滑川 (14) －魚津 (15) －黑部 (16)
富山地方鐵道
■本線
■阿爾卑斯特急、■特急
電鐵魚津（T23）－新魚津（T24）－電鐵黑部（T27）
■快速急行（只限上行）、■急行、■普通
電鐵魚津（T23）－新魚津（T24）－經田（T25）

## 外部連結
- 愛之風富山鐵道魚津站公式網頁 （页面存档备份，存于） （日語）
- 富山地方鐵道新魚津站公式網頁 （页面存档备份，存于） （日語）